# Mogobasso
Mogobasso, également orthographié Morobasso, est une commune rurale située dans le département de Satiri de la province du Houet dans la région des Hauts-Bassins au Burkina Faso.

## Géographie
Mogobasso est situé à 7 km à l'ouest de Satiri.

## Éducation et santé
Le centre de soins le plus proche de Mogobasso est le centre de santé et de promotion sociale (CSPS) de Sala.